# SixDegrees.com
SixDegrees.com（シックスディグリーズドットコム）は1997年から2000年まで存在したソーシャル・ネットワーキング・サービス（SNS）。SNSの原型となったサービスの一つとされる。
名前は六次の隔たり（英:Six Degrees of Separation）に由来する。

## 歴史
サービスを開発したMacroView社（後にSixDegreesに社名を変更）は、アンドルー・ワインライクによって1996年5月に設立され、ニューヨークに拠点を置いた。
翌年、1997年1月にベータ版のサービスが開始され、ユーザー数は100万人を超えたものの、システム上のトラブルやスパムなどが問題となり、2001年に1億2500万ドルでYouthStream Media Networks社に買収され、サービスが終了した。